# ویلهلم میشلر
ویلهلم میشلر (آلمانی: Wilhelm Michler؛ ۲۷ دسامبر ۱۸۴۶ – ۲۷ نوامبر ۱۸۸۹) یک شیمی‌دان اهل آلمان بود.